# Siprianu

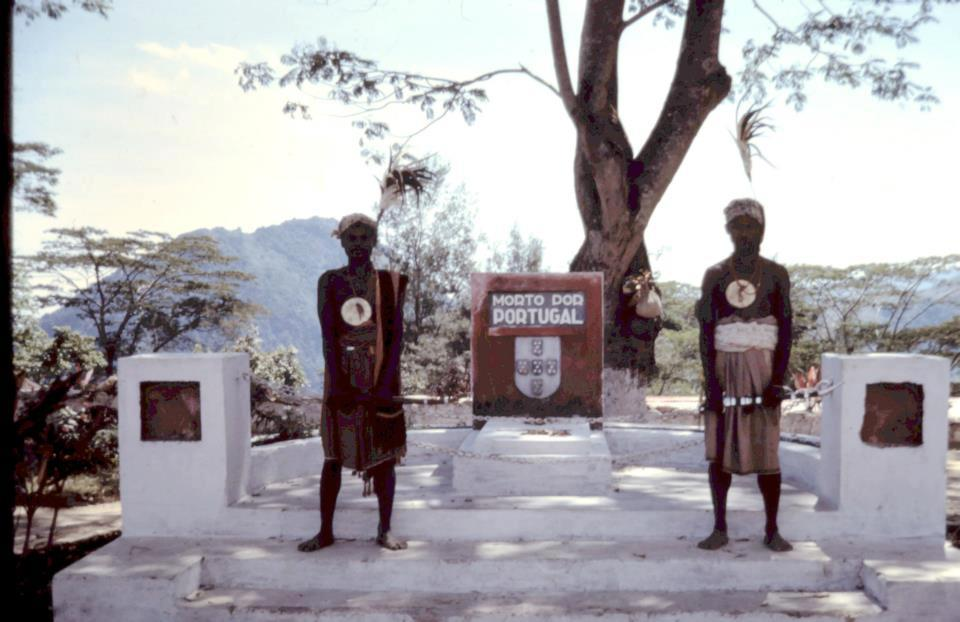
Das Grab von Siprianu (1969)

Dom Siprianu (portugiesisch Cipriano Gonçalves, * vor 1912; † 1943 in Atsabe, Portugiesisch-Timor) war von 1912 bis zu seinem Tod 1943 Liurai (in der lokalen Sprache Kemak: Koronel bote) von Atsabe. Er gehörte zur Ethnie der Kemak und war Sohn von Liurai Nai Resi.
Liurai Nai Resi hatte einen Unabhängigkeitskampf gegen die portugiesischen Kolonialherren geführt, wurde aber in Hatulia gefangen und exekutiert. Siprianu blieb loyal zu den Portugiesen.
1942 besetzten die Japaner die neutrale Kolonie Portugiesisch-Timor. Die Kemak von Atsabe leisteten passiven Widerstand, indem sie sich weigerten, Zwangsarbeit zu leisten oder Lebensmittel an die Japaner zu liefern. Die Besatzer inhaftierten daher Dom Siprianu und sechs seiner Verwandte, die in Erbfolge zu ihm standen. Waren die Besatzer mit dem Verhalten der Bevölkerung unzufrieden, wurden die Geiseln an einen Baum im Dorf angebunden und eine hingerichtet. Alle sieben Geiseln fanden auf diese Weise den Tod. Trotzdem widersetzten sich die Bewohner Atsabes weiterhin und versteckten zum Beispiel auch australische Soldaten, die hier einen Guerillakrieg führten.
Dom Siprianu wurde als Liurai und direkter Nachkomme der Gründungsväter der Kemak mit großem Aufwand beerdigt. Das Grab lag gegenüber dem Heim seiner Familie. Das wichtige traditionelle Zweitbegräbnis, bei dem die Knochen des Todes wieder ausgegraben, gereinigt und erneut beerdigt werden, verzögerte sich lange, da dafür ein noch höherer wirtschaftlicher Aufwand nötig war, nicht nur von der Familie und dem Dorf, sondern auch von den in Verbindung zu Atsabe stehenden Gemeinden und Familien. Nach dem Zweiten Weltkrieg herrschte Not im Land und als in den 1970 ein gewisser Wohlstand wieder erreicht war, kam es 1974 zum Bürgerkrieg und 1975 zur Invasion durch Indonesien.
Erst 2000 konnte das Zweitbegräbnis nach einer großzügigen Spende aus Portugal durchgeführt werden. Seitdem ruhen die sterblichen Überreste von Dom Siprianu in einem auffälligen Grabmal neben dem Verwaltungsgebäude von Atsabe. Auf dem Grabmal steht auf Portugiesisch Morto por Portugal („Gestorben für Portugal“). Der Widerspruch zwischen Feudalsystem und traditionelle Religion Timors auf der einen Seite und parlamentarisch-demokratischem System des unabhängigen Osttimors und der Katholischen Kirche auf der anderen Seite, führte zu heftigen Diskussionen über dieses Grabmal. Auch, dass die Inschrift in Portugiesisch, das kaum ein Kemak spricht, gehalten ist, sorgte für Meinungsverschiedenheiten, zumal die überlebenden Söhne Siprianus eine vehemente anti-portugiesische Haltung hatten, obwohl auch sie als koloniale Verwalter gedient hatten.
Ein Sohn von Dom Siprianu und letzter Liurai von Atsabe, Dom Guilherme Maria Gonçalves, war 1974 Mitbegründer der pro-indonesischen Partei APODETI. Zwischen 1978 und 1982 war er Gouverneur Indonesiens des besetzten Osttimors.

## Belege
- Andrea K. Molnar: Died in the service of Portugal: Legitimacy of authority and dynamics of group identity among the Atsabe Kemak in East Timor, Journal of Southeast Asian Studies, Singapore. 2005.

| Personendaten    | Personendaten                        |
| ---------------- | ------------------------------------ |
| NAME             | Siprianu                             |
| ALTERNATIVNAMEN  | Dom Siprianu; Gonçalves, Cipriano    |
| KURZBESCHREIBUNG | Liurai von Atsabe (1912–1943)        |
| GEBURTSDATUM     | 19. Jahrhundert oder 20. Jahrhundert |
| GEBURTSORT       | Portugiesisch-Timor                  |
| STERBEDATUM      | 1943                                 |
| STERBEORT        | Atsabe, Portugiesisch-Timor          |